# LPC
LPC (ang. Lars Pensjö C) – język programowania zorientowany prototypowo stworzony w 1988 roku przez Larsa Pensjö do tworzenia LPMUD-ów. Z języka LPC wyewoluował język ogólnego przeznaczenia Pike.

## Przykładowy obiekt
```
#pragma_strict
 
inherit "/std/room";

void
create_room()
{
    set_short("Zwykly Pokoj");
    set_long("Jest to zwykly pokoj.\n");
}

```

## Typy danych
Istnieją różne implementacje LPC, typowa posiada następujące typy danych:
- status
- object
- int
- float
- string
- array
- mapping
- mixed